# Dez (filme)
Dah (em português: Dez) é um filme franco-iraniano de de gênero drama biográfico e documentário de 2002, dirigido por Abbas Kiarostami e com roteiro de Mohsen Makhmalbaf e Kiarostami.

## Sinopse
Mania Akbari é uma mulher sofrida que se divorcia do marido, com quem tem um filho, chamado Amin Maher. Amin Maher mora com o pai, mas passa o dia com sua avó materna. Sua mãe sempre dá carona a pessoas no banco de passageiro, enquanto essas mulheres que sentam ao seu lado contam suas histórias, como uma senhora que conta por que sempre vai rezar no Mausóleu de Ali Akbar, que perdeu um filho muito cedo com 12 anos e o marido muito jovem, a prostituta e o motivo de ter escolhido o mercado do sexo, a jovem que conta ter sido traída pelo seu marido que mostra seu sofrimento cortando seus cabelos, entre outros passageiros que também entram no carro (sempre sendo mulheres, com exceção do filho) e contam a dificuldade de ser traída, as críticas da religião, a dificuldade de ser pai e mãe.
O filho demonstra um comportamento agressivo com a mãe, mas mesmo assim ela o ama muito, e por isso não deixa que ele a esqueça ao longo do filme.
Ao final do filme a moça leva o filho até a casa de sua avó, sendo a última cena do longa-metragem.

## Proibição no Irã
O filme foi proibido no Irã, em 2008, por ser considerado um filme ativista e feminista, a favor dos direitos das mulheres, algo proibido pelo Alcorão, livro sagrado dos muçulmanos. Porém, várias fitas cassetes gravadas foram vendidas ilegalmente. Apesar disso a ONU, aprovou o filme e a revista Time o declarou um dos 100 melhores filmes da história.